# Hara spinulus
Hara spinulus és una espècie de peix de la família dels eretístids i de l'ordre dels siluriformes. És un peix d'aigua dolça clima tropical que es troba a l'Àsia.